# Granges de Passy
Les granges de Passy constituent une zone naturelle faisant partie de la plaine de Passy dans la vallée de l'Arve et située sur les communes de Passy, Domancy et Saint-Gervais-les-Bains dans le département de la Haute-Savoie.

## Statut
Le site est classé zone naturelle d'intérêt écologique, faunistique et floristique de type I sous le numéro régional no 74150005.

## Description
La plaine de Passy est une plaine alluviale de montagne, constituant un paysage unique en Haute-Savoie.
Une vingtaine de granges dispersées constituent un exemple type de l'architecture rurale savoyarde.

## Flore
La végétation d'origine est un mésobromion (prairie sèche à brome dressé, qui subsiste encore par bandes entre les cultures de céréales. On y trouve l'Orchis punaise et des espèces xérophiles  rares comme la Laîche à fruits brillants (Carex liparocarpos).

## Faune
Le site est une halte migratoire de la cigogne blanche et du faucon kobez.